# Рамзі Бедіа
Рамзі Хабіб Ель Хак Бедіа (араб. رمزي حبيب إل حق بيديا; (10 березня 1972 , XVI округ Парижа ) — французький актор, сценарист і кінорежисер алжирського походження.

## Життєпис та творчість
Свою кар'єру коміка він розпочав у 1994 році після зустрічі з Еріком Джудором, з яким він створив дует, Eric et Ramzy. Вони почали власне телешоу на телеканалі М6.
У 1998 році Бедіа і Жудор грали разом з Жамелєм Деббузом у популярному французькому серіалі H. У 1999 році він знявся у своєму першому фільмі Le Ciel, les Oiseaux et… ta mère ! французького режисера Жамеля Бенсала.
Проривною роллю Бедіа стала роль мийника вікон у фільмі Чарльза Немеса «Пекельний тур Монпарнасу» 2001 року, який він також написав у співавторстві з Еріком Жудором.
2004 рік був напруженим для Еріка та Рамзі. Вони знялися у фільмі Les Dalton, а також шпигунській комедії «Подвійний нуль» режисера Філіпа Хаїма. Серед інших фільмів Бедіа «Одного разу в Веді» (2005), «Блед номер один» (2006) та «Нейлі Йо Мама!» (2009).

## Вибрана фільмографія
- Пекельний хмарочос (2001)
- Рац (2003)
- Пиріг з пеканами (2003)
- Лес Далтон (2004)
- Одного разу в Веді (2005)
- Блед номер один (2006)
- Стейк (2007)
- Сеулс Два[fr] (2008)
- Neuilly sa mère! (2009)
- Концерт (2009)
- Бекон збоку (2010)
- Beur sur la ville (2011)
- Зустрічний вітер (2011)
- Переполох на районі (2012)
- Команда мрії (2012)
- Матусин синок (2015)
- Нові пригоди Аладдіна (2015)
- Я весь твій (2015)
- Паттайя (2016)
- La Tour 2 contrôle infernale (2016)
- Одружись зі мною, чувак (2017)
- Зателефонуйте моєму агенту! (Серіал / 1 епізод) (2017)
- І сміх, і гріх (2017)
- Сахара (2017)
- Таксі 5 (2018)
- Південний термінал (2019)
- Чудеса в Монфермейлі[fr] (2020)
- Втрачена куля (2020)
- Фантазії для дорослих (2021)
- Астерікс і Обелікс: Шовковий шлях (2023)
- З грошей і крові (2023)